# تپه اکروپل
تپه اکروپل مربوط به دوره عیلامیان است و در شوش، خیابان طالقانی واقع شده و این اثر در تاریخ ۱۰ مهر ۱۳۸۰ با شمارهٔ ثبت ۴۱۳۰ به‌عنوان یکی از آثار ملی ایران به ثبت رسیده است.